# 다마스쿠스 에얄레트
다마스쿠스 에얄레트(오스만 터키어: ایالت شام; Eyālet-i Šām)는 오스만 제국의 에얄레트였다. 1516년 오스만족이 맘루크족으로부터 정복한 후 에야레트가 되었다.은 1516년에 맘루크족으로부터 그것을 취하했다. 맘루크 반역자 잔버디 알가잘리는 다마스쿠스의 첫 비글러비가 되었다. 다마스쿠스 아이알레는 1865년 행정개혁 이후 처음으로 오트만 지방 중 하나로, 1867년까지 시리아 빌라예트로 개편되었다.

## 영토 관할
오스만 제국은 1516년 8월 마르즈 다비크 전투에 이어 시리아 전역의 명사 대표단이 다마스쿠스에서 오스만 술탄 셀림 1세에게 지불한 충성의 맹세를 맘루크족으로부터 시리아를 정복했다. 오스만족은 다마스쿠스, 하마, 트리폴리, 사파드, 카라크의 맘라카트(맘루크 지방)를 영토로 하는 에야레트(오스만의 주)의 중심지로 다마스쿠스를 세웠다. 시리아 북부 많은 지역을 뒤덮었던 알레포의 맘라카는 알레포 에야레트가 되었다. 1521년 몇 달 동안 트리폴리와 그 구역을 다마스쿠스 에야레트로부터 분리하였으나, 1579년 이후 트리폴리 에야레트는 영구히 자신의 지방이 되었다.
16세기 말 다마스쿠스 에야레트는 행정적으로 다마스쿠스 시와 그 지역 외에 타드무르, 사파드, 라즈준, 아질룬, 나블루스, 예루살렘, 가자, 카라크의 산작(지구)으로 나뉘었다. 시돈베이루트의 산작도 있었지만, 16세기 후반에 걸쳐 다마스쿠스와 트리폴리의 시알레트 사이에서 빈번히 손을 바꾸었다. 1614년 잠시 후 1660년 이후 영구적으로 시돈-베이루트와 사파드 산작족이 다마스쿠스에서 분리되어 시돈 에얄렛을 형성하였다. 이러한 행정 구역은 19세기 중반까지 비교적 작은 변화로 대부분 유지되었다.

## 같이 보기
- 오스만령 시리아